# Grampians National Park
Grampians National Park är en park i Australien. Den ligger i kommunen Southern Grampians och delstaten Victoria, omkring 230 kilometer väster om delstatshuvudstaden Melbourne.
Runt Grampians National Park är det mycket glesbefolkat, med 3 invånare per kvadratkilometer..
I omgivningarna runt Grampians National Park växer huvudsakligen savannskog. Genomsnittlig årsnederbörd är 777 millimeter. Den regnigaste månaden är juli, med i genomsnitt 125 mm nederbörd, och den torraste är januari, med 25 mm nederbörd.